# Aster Vranckx
Aster Jan Vranckx (sinh ngày 4 tháng 10 năm 2002) là một cầu thủ bóng đá chuyên nghiệp người Bỉ chơi ở vị trí tiền vệ cho câu lạc bộ VfL Wolfsburg tại Bundesliga và đội tuyển quốc gia Bỉ.